# ترجمة إبداعية
الترجمة الإبداعية هي ترجمة الإعلانات وألعاب الفيديو ونحوها. وتقتضي ترجمة المضمون (الرسالة، في اصطلاح علوم التواصل) وتغيير الأسلوب لملائمة الاستعمال في اللغة المترجم بها (اللغة الهدف).
وتدخل في الترجمة بالمعنى (الترجمة الحرة).
الترجمة الإبداعية تؤدي في بعض الحالات إلى «صدمة إعلانية» (shockvertising). سميت الترجمة الإبداعية في سياق فلسفي الترجمة التأصيلية.